# Överstyrelsen för pressärendena
Överstyrelsen för pressärendena i Finland tillsattes 1865 och indrogs 1917 i samband med tryckfrihetens fullständiga genomförande.